# Club Social y Deportivo Comunicaciones
|  | No s'ha de confondre amb Club Comunicaciones. |

El Club Social y Deportivo Comunicaciones és un club guatemalenc de futbol de la ciutat de Guatemala.
Actualment, el club ha creat una nova estructura organitzativa anomenada El Protectorado del Club Comunicaciones per dirigir el destí del club.

## Història
El Comunicaciones es fundà l'any 1949, tot i que les seves arrels daten del 10 de novembre de 1939 amb la creació del Real Hospicio, que el 1947 s'anomena España FC. En aquests anys vestien camisa blanca, vermella i groga i pantaló negre. El 16 d'agost de 1949, el ministre de Comunicacions del país, Carlos Aldana Sandoval, decidí adoptar l'equip creant l'actual club.

## Futbolistes destacats
- Omar Larrosa, centrecampista, 1971-1972
- Diego Latorre, davanter 2003-2005
- Oscar "El Conejo" Sanchez, davanter
- Milton Núñez, davanter, 2005-2006
- Carlos Pavón, davanter, 2005-2006
- Nicolás Suazo, davanter, 1997-2000
- Edgar Estrada, porter, 1996-2003
- Guillermo Enriquez Gamboa,
- Gustavo Adolfo Cabrera, defensa, 1998-2008
- Erick Perez Flores, porter,
- Ricardo jerez, porter,
- Mario Rodríguez, davanter, 2002-2004
- Claudio Rojas, davanter, 1999-2004
- Edgar Valencia, davanter, 1997-2001
- Edwin Westphal, davanter, 1996-2001
- Rolando Fonseca, davanter
- Floyd Guthrie, centrecampista
- Ronald González, defensa
- Mauricio Solís, centrecampista
- Jewisson Bennett, centrecampista
- Jhonny Cubero, davanter
- Julio Rodas, davanter, 1996-2004
- Nelson Cáceres, defensa, 1996-2000
- Erick Miranda, defensa, 1996-2004
- Ivan León, defensa
- Jorge Rodas, centrecampista
- Juan Manuel Funes, centrecampista
- Allan Wellmann, centrecampista
- Eduardo Acevedo, defensa
- Byron Perez, davanter
- Marcelo Saraiba,
- Abdul Thompson Conteh, davanter, 1999-2000
- Engelver Herrera, defensa, 1995-1999
- Martín Machón, centrecampista, 1997-1999 2002-2005

## Palmarès
- Lliga guatemalenca de futbol: 22[1]
  - 1956, 1957-58, 1959-60, 1968-69, 1970-71, 1971, 1972, 1977, 1979-80, 1981, 1982, 1985-86, 1990-91, 1994-95, 1996-97, 1997-98, 1998-99, 1999-00 Apertura, 2000-01 Clausura, 2002-03 Apertura, 2002-03 Clausura, Apertura 2008

- Copa guatemalenca de futbol: 8

- Torneo Fraternidad: 2
  - 1971, 1983